# Мейеров ястреб
Мейеров ястреб (лат. Astur meyerianus) — вид хищных птиц из семейства ястребиных (Accipitridae). Подвидов не выделяют. Распространён на Молуккских островах, Новой Гвинее, архипелаге Бисмарка и Соломоновых островах. Естественными местами обитания являются субтропические или тропические влажные низменные леса и субтропические или тропические влажные горные леса. Видовое название дано в честь немецкого естествоиспытателя Адольфа Мейера (нем. Adolf Bernhard Meyer, 1840—1911).

## Описание
Довольно крупный ястреб с длинными закругленными крыльями, большой головой, вытянутой вперед в полете, коротким хвостом с 3—4 малозаметными серыми полосами, массивным клювом и короткими сильными ногами. Верхняя часть тела черноватая, нижняя часть белая с серовато-коричневыми вкраплениями, у него обычно есть несколько белых перьев на хохолке. Радужная оболочка красная, восковица зеленовато-серая.
Общая длина варьируется от 43 до 53 см, размах крыльев составляет от 86 до 105 см. Самки намного тяжелее самцов и весят около 1100 г, тогда как самцы — около 530 г.
Молодые птицы пятнистые на верхней стороне. Тёмно-коричневые с красно-коричневыми краями перьев, особенно на макушке и надхвостье, с красно-коричневой полосой над глазами и полосатым хвостом. Радужная оболочка тускло-жёлтая.
Крик описывается как довольно высокое, слегка хриплое «ka-ah» или громкое, высокое «ka-ah ka-ah ka-ah».

## Биология
Биология исследована недостаточно. Питаются разнообразными птицами, включая новогвинейского горного голубя (Gymnophaps albertisii) и крупных курообразных. Охотятся с присады и в полёте. Гнездо располагается на очень высоких деревьях. В кладке обычно три яйца. Насиживают оба родителя.